# 年度恶词
年度恶词（德語：Unwort des Jahres，發音：[ˈʊnˌvɔʁt dɛs ˈjaːʁəs] ⓘ）是由“年度恶词语言批评运动”（Sprachkritische Aktion Unwort des Jahres）每年评选出的一个有关侵犯人性尊严或违反民主原则的新词或流行词。该词可以是歧視个别社会群体的词语，也可以是婉曲、掩饰或具误导性的词语。词语的选择并不取决于它被推荐的次数，而是取决于评委会的判断。评委会的核心成员包括四名语言学家和一名记者。每年的“年度恶词”在次年一月公布。
该活动于1991年由语言学家霍斯特·迪特尔·施洛瑟发起。在1994年之前，“年度恶词”由来自德国语言学会（GfdS）的评委会选出。1994年，在与时任德国总理赫尔穆特·科尔领导的德国政府及德国语言学会董事会发生冲突后，施洛瑟领导的评委会决定独立，成为“年度恶词语言批评运动”组织。如今，每年公布的“年度恶词”已被德国媒体广泛报道，并在德国人中广为流传。2020年，评委会首次决定选出两个“年度恶词”。